# Feldflieger-Abteilung 47
Feldflieger-Abteilung Nr. 47 – FFA 47 (Polowy oddział lotniczy nr 47) – jednostka obserwacyjna i rozpoznawcza lotnictwa niemieckiego Luftstreitkräfte z początkowego okresu I wojny światowej.

## Informacje ogólne
Jednostka została utworzona na początku I wojny światowej, w dniu 7 listopada 1914 roku w Festungsfliegerabteilung 4 w Poznaniu i weszła w skład większej jednostki 1 kompanii Batalionu Lotniczego nr 2. Jednostka uczestniczyła w walkach na froncie wschodnim.
11 stycznia 1917 roku jednostka została przeformowana i zmieniona we Fliegerabteilung 6 – (FA 6).
W jednostce służył m.in. późniejszy as Jagdstaffel 49 Hermann Habich.

## Dowódcy eskadry
| Stopień | Nazwisko         | Okres |
| ------- | ---------------- | ----- |
| kapitan | Alfred Schinzing |       |